# Fundació Jaume II el Just
La Fundació Jaume II el Just és un òrgan de la Conselleria de Cultura i Esport de la Generalitat Valenciana constituït el 30 de juny de 1999 i que es troba en procés d'extinció. Tenia com a fins a la recuperació, potenciació, posada en ús i divulgació del patrimoni històric valencià, particularment del Monestir de Santa Maria de la Valldigna, fundat pel rei Jaume II d'Aragó, el Just.
També promovia tot tipus d'actuacions en el patrimoni artístic valencià, divulgant la figura del rei Jaume II, eix vertebrador del País Valencià, perquè durant el seu govern es produeix la incorporació definitiva d'Alacant al Regne de València.
Ha publicat diversos llibres sobre patrimoni cultural, tot i que des de certs sectors s'ha criticat la seua escassa capacitat de feina en comparació al seu pressupost.